# 古爾伯內什蒂鄉
44°23′N 26°42′E / 44.383°N 26.700°E
古爾伯內什蒂鄉（羅馬尼亞語：Comuna Gurbănești, Călărași），是羅馬尼亞的鄉份，位於該國南部，由克勒拉希縣負責管轄，面積75平方公里，海拔高度24米，2007年人口1,510，人口密度每平方公里20人。該地區的大陸型氣候過強，從夏季到冬季氣溫都有強烈的反差，所以每個季節的氣候變化都很明顯。